# Psiloderoides dauresensis
Psiloderoides dauresensis är en tvåvingeart som beskrevs av Kirk-spriggs och Neal L. Evenhuis 2008. Psiloderoides dauresensis ingår i släktet Psiloderoides och familjen svävflugor.
Artens utbredningsområde är Namibia. Inga underarter finns listade i Catalogue of Life.